# Xanthorrhoea brunonis
Xanthorrhoea brunonis Endl., 1846 è una pianta della famiglia delle Xanthorrhoeaceae, endemica dell'Australia.

## Distribuzione e habitat
L'areale della specie è ristretto alla parte meridionale della Australia occidentale.